# Sergio Álvarez Díaz
Sergio Álvarez Díaz (ur. 23 stycznia 1992 w Avilés) – hiszpański piłkarz występujący na pozycji pomocnika w Eibarze.

## Statystyki klubowe
| Sezon   | Klub             | Kraj      | Liga               | Mecze | Bramki | Puchar Kraju | Mecze | Bramki |
| ------- | ---------------- | --------- | ------------------ | ----- | ------ | ------------ | ----- | ------ |
| 2009/10 | Sporting Gijón B | Hiszpania | Segunda División B | 34    | 1      | -            | -     | -      |
| 2009/10 | Sporting Gijón   | Hiszpania | Primera División   | 1     | 0      | Puchar Króla | 1     | 0      |
| 2010/11 | Sporting Gijón   | Hiszpania | Primera División   | 8     | 0      | -            | -     | -      |
| 2010/11 | Sporting Gijón B | Hiszpania | Segunda División B | 15    | 0      | -            | -     | -      |
| 2011/12 | Sporting Gijón   | Hiszpania | Primera División   | 6     | 0      | Puchar Króla | 2     | 0      |
| 2012/13 | Sporting Gijón B | Hiszpania | Segunda División B | 25    | 0      | -            | -     | -      |
| 2013/14 | Sporting Gijón   | Hiszpania | Segunda División   | 27    | 2      | Puchar Króla | 1     | 0      |
| 2014/15 | Sporting Gijón   | Hiszpania | Segunda División   | 40    | 0      | -            | -     | -      |
| 2015/16 | Sporting Gijón   | Hiszpania | Primera División   | 27    | 1      | -            | -     | -      |
| 2016/17 | Sporting Gijón   | Hiszpania | Primera División   | 36    | 2      | -            | -     | -      |
| 2017/18 | Sporting Gijón   | Hiszpania | Segunda División   | 35    | 2      | -            | -     | -      |
| 2018/19 | SD Eibar         | Hiszpania | Primera División   | 21    | 0      | -            | -     | -      |

Stan na: 21 maja 2019 r.